# Hodegia apatela
Hodegia apatela är en fjärilsart som beskrevs av Walsingham 1907. Hodegia apatela ingår i släktet Hodegia och familjen plattmalar. Inga underarter finns listade i Catalogue of Life.